# Escobedia
Escobedia é um género botânico pertencente à família Orobanchaceae.

### Espécies
Escobedia brachydonta
Escobedia brevipes
Escobedia crassipes
Escobedia curialis
Escobedia foliolosa
Escobedia grandiflora
Escobedia guatemalensis
Escobedia laevis
Escobedia linearis
Escobedia longiflora
Escobedia obtusifolia
Escobedia parimensis
Escobedia parvifolia
Escobedia peduncularis
Escobedia reticulata
Escobedia scabrifolia
Escobedia silvia
Escobedia stricta